# Novopavlivka, Mejova
Novopavlivka (în ucraineană Новопавлівка) este localitatea de reședință a comunei Novopavlivka din raionul Mejova, regiunea Dnipropetrovsk, Ucraina.

## Demografie
Componența lingvistică a localității Novopavlivka
     Ucraineană (95,78%)
     Rusă (2,5%)
     Alte limbi (0,15%)
Conform recensământului din 2001, majoritatea populației localității Novopavlivka era vorbitoare de ucraineană (95,78%), existând în minoritate și vorbitori de rusă (2,5%).